# Buková (Plzeň)
Buková é uma comuna checa localizada na região de Plzeň, distrito de Plzeň-jih.

## Galeria

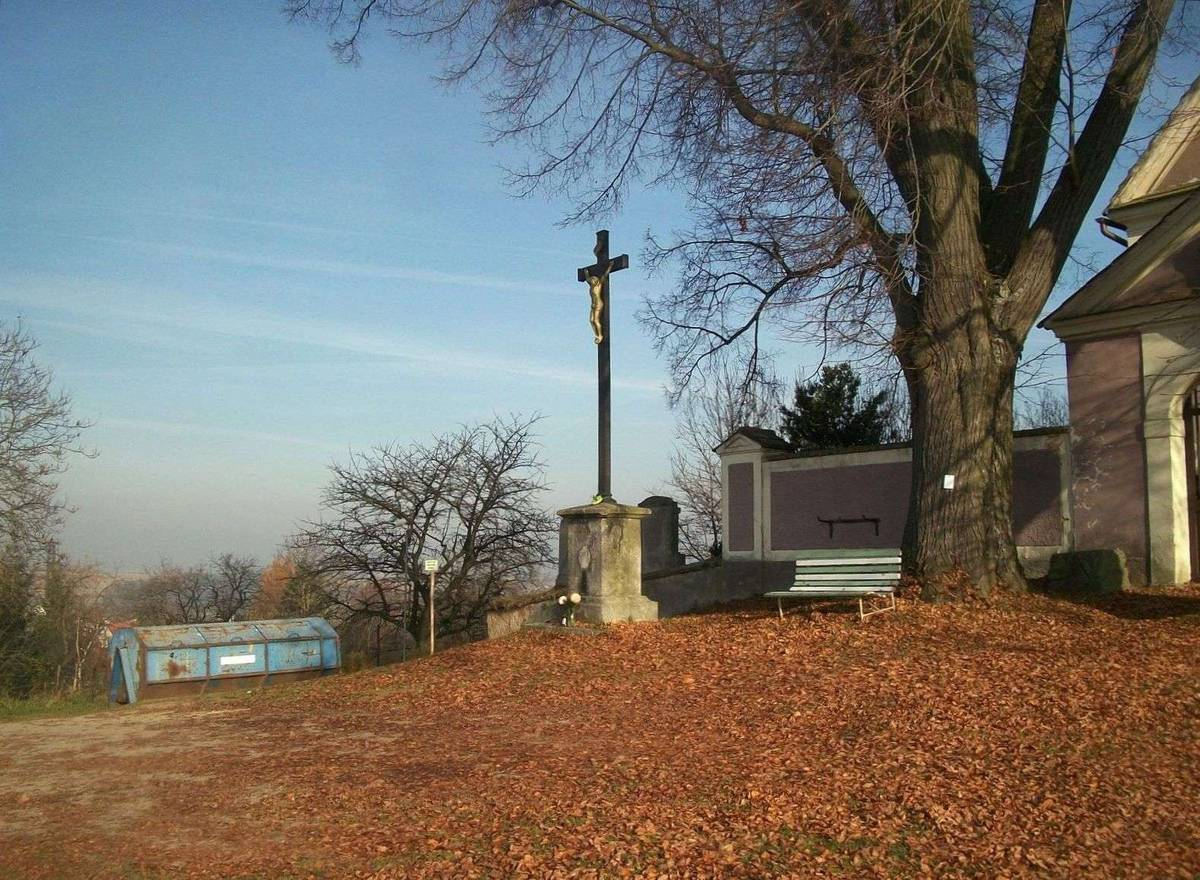
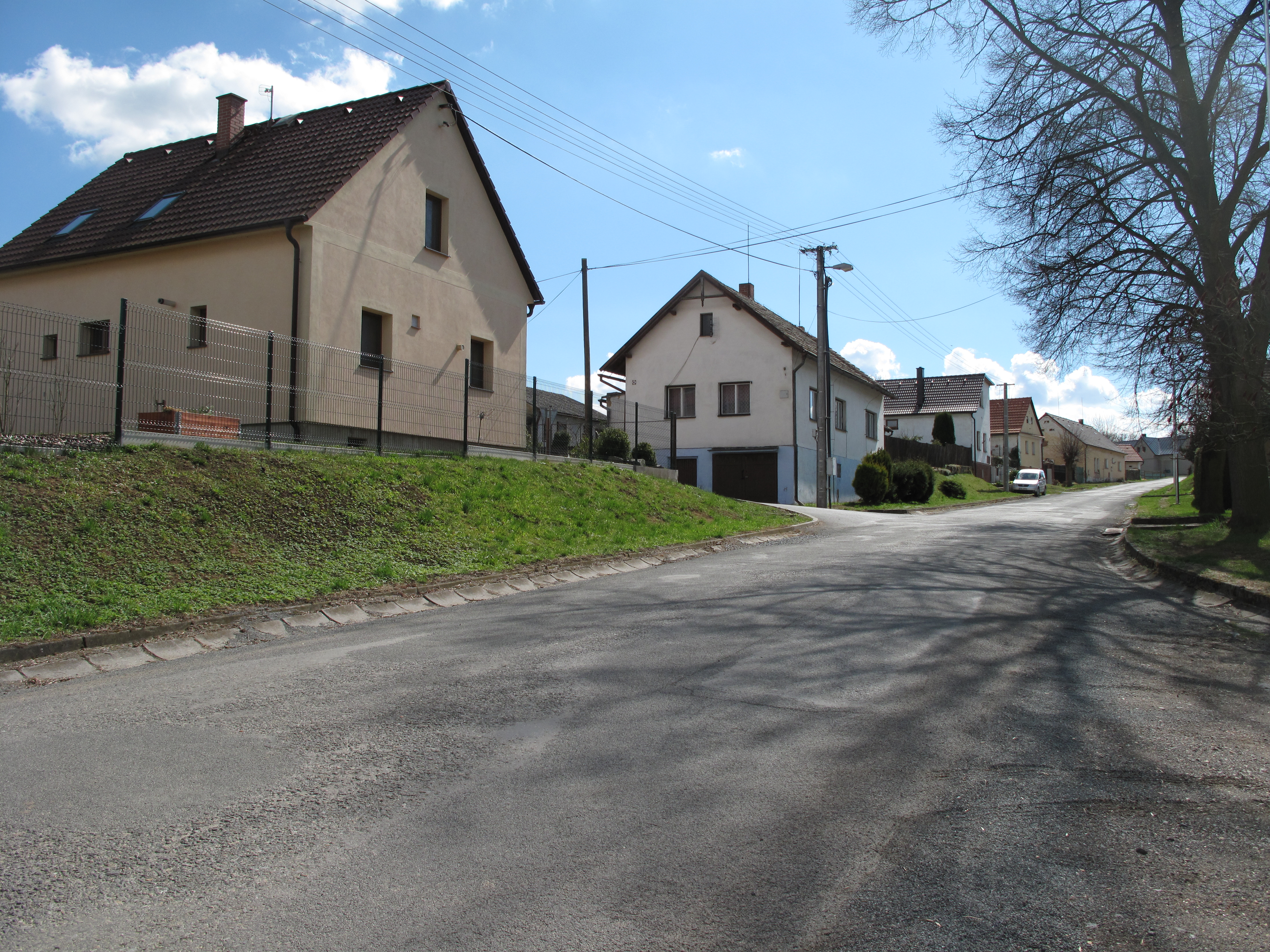
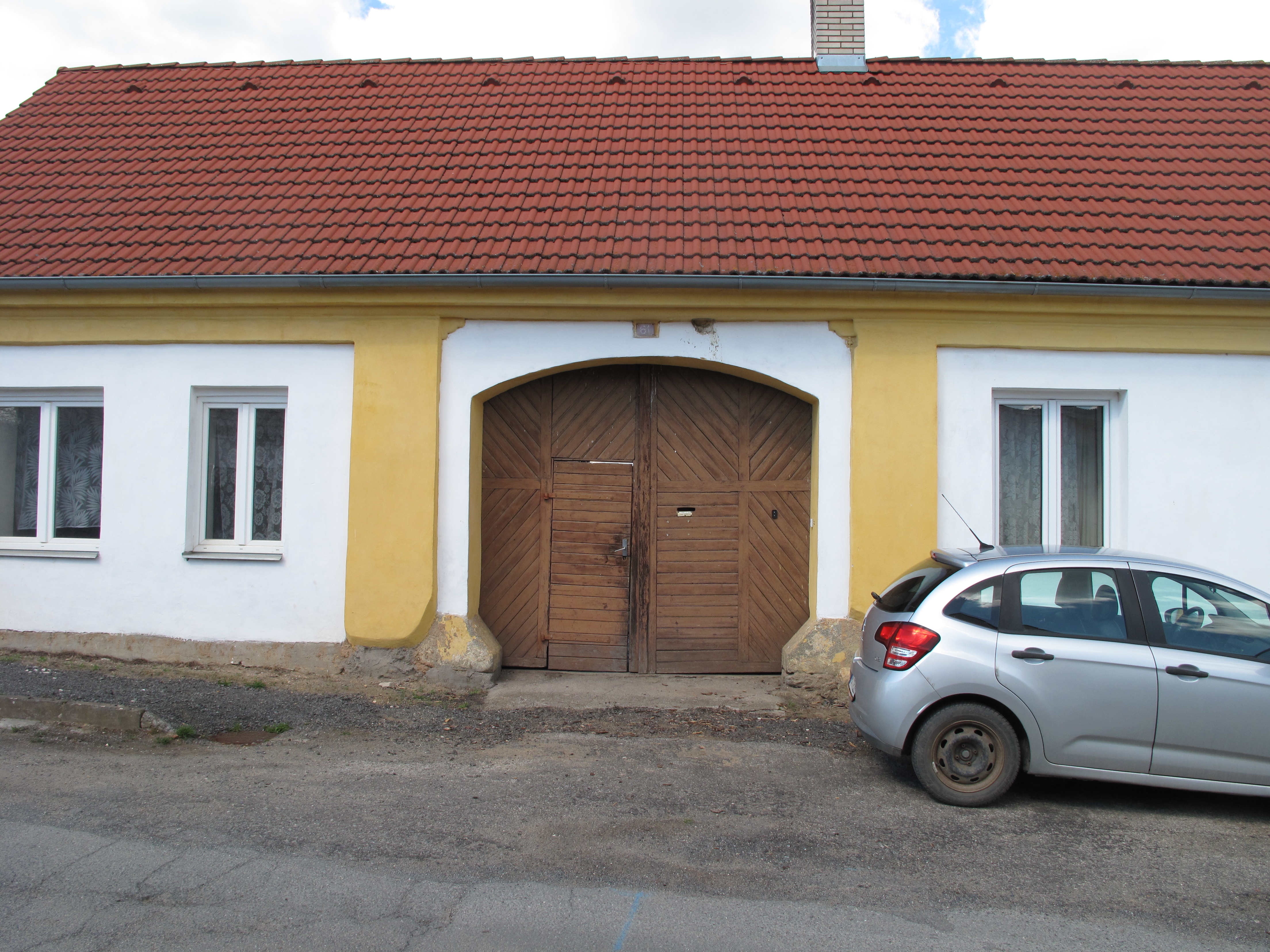